# Partida de la porra
La Partida de la porra fue un grupo de agitadores violentos al servicio del Partido Progresista español, que surgió en Madrid al calor de la Revolución de 1868 para reprimir a la oposición del Gobierno Provisional y defender la candidatura de Amadeo de Saboya al trono de España.

## Historia
Formada a semejanza de la absolutista ronda de Tarrés  (1848—1853), un grupo terrorista reaccionario a cuyo líder Tarrés había conocido Prim en la guerra de África, estaba dirigida por el periodista y empresario teatral Felipe Ducazcal, y la formaban unos treinta individuos cuyo cometido era destrozar las redacciones de los periódicos de la prensa opositora (alfonsinos, moderados, carlistas), disolver las reuniones de los partidos políticos moderado y carlista cantando el Trágala, dar palizas a los líderes destacados de los mismos y amedrentar a los electores adversos, apedreando los cristales de sus casas o las farolas cercanas a ellas, entre otros procedimientos, a veces con la cooperación e incluso la anuencia callada de las autoridades civiles. A juicio de Ríos Rosas, la inspiraba el promotor de la candidatura de Amadeo de Saboya, el general Prim, y después de su muerte, Sagasta. Tras la abdicación de Amadeo en 1873, la partida pasó a apoyar las pretensiones del príncipe Alfonso, a cuyos partidarios había atacado hasta entonces. Algunos de los periódicos que fueron víctimas de la misma fueron La Constancia, El Cascabel, El Combate y Don Quijote, este último dirigido por Juan Rico y Amat quien, además, no pudo estrenar una zarzuela suya por la aguerrida oposición que ejerció dicha partida. Víctimas de la partida, además del citado, fueron el joven periodista Manuel Azcárraga, redactor del libelo carlista El Papelito, un hijo del marqués de Zafra y Saturnino Esteban Collantes. A semejanza de la Partida de la porra madrileña surgieron otras en las ciudades más populosas de España, con idéntico propósito represivo.
La Partida de la porra también actuó contra la Internacional en España. El 2 de mayo de 1871 un grupo de «porristas» irrumpió en el banquete de solidaridad franco-española organizado por la sección de la Internacional de Madrid —en el que los asistentes «arrastrados por ese cosmopolitismo insensato que tiene ahora como principal órgano la Internacional» combatieron «toda idea de patriotismo», según los periódicos conservadores de la época— causando una veintena de heridos, sin que los agentes de la autoridad intervinieran, lo que motivó la presentación de una interpelación al Gobierno Provisional del general Serrano por parte de dos diputados del Partido Republicano Democrático Federal.
El republicano Nicolás Estévanez Murphy, aludiendo al golpe del general Manuel Pavía contra la Primera república española, escribió sobre la Partida la siguiente parodia de Bécquer:

Volverá la partida de la porra / por mayor y menor a funcionar. / Volverán a romperle las costillas / a todo el que trascienda a liberal. / Volverá la duquesa de la Torre / a vivir en la calle de Alcalá, / pero los de las gorras coloradas, / esos, no volverán. / Volverán calamares sin vergüenza / a transferir millones, a robar. / Y volverán a España los Borbones, / y frailes y jesuitas volverán, / y Maisonnave tornará a las bufas, / y volverá a sus trinos Castelar. / Pero aquella gorrita colorada / no me la pongo más.

## Cultura popular
- La partida hace aparición en una escena del telefilme Prim, el asesinato de la calle del Turco (2014), encabezada por Ducazcal y enfrentada por los republicanos de José Paúl y Angulo.